# Ster van Zwolle 2016
La Ster van Zwolle 2016, cinquantaseiesima edizione della corsa, valida come evento dell'UCI Europe Tour 2016 categoria 1.2, si svolse il 5 marzo 2016 su un percorso di 177,3 km, con partenza ed arrivo a Zwolle. Fu vinta dall'olandese Jeff Vermeulen in 3h 57' 45" alla media di 44,67 km/h, davanti all'altro olandese Coen Vermeltfoort e al danese Nicolai Brøchner.
Furono 181 i ciclisti, dei 195 alla partenza, che portarono a termine la competizione.

## Ordine d'arrivo (Top 10)
| Pos. | Corridore         | Squadra     | Tempo    |
| ---- | ----------------- | ----------- | -------- |
| 1    | Jeff Vermeulen    | Jo Piels    | 3h57'45" |
| 2    | Coen Vermeltfoort | De Rijke    | s.t.     |
| 3    | Nicolai Brøchner  | Riwal       | s.t.     |
| 4    | Massimo Graziato  | Parkhotel   | s.t.     |
| 5    | Johim Ariesen     | Metec-TKH   | s.t.     |
| 6    | Edward Planckaert | Lotto U23   | s.t.     |
| 7    | Tijmen Eising     | Metec-TKH   | s.t.     |
| 8    | Merijn Korevaar   | Rabobank D. | s.t.     |
| 9    | Fabian Lienhard   | BMC Dev.    | s.t.     |
| 10   | Luuc Bugter       | De Rijke    | s.t.     |